# Oleh Makàrov
Oleh Makàrov   (Rubtsovsk, 26 de juliol de 1929 - Kíiv, 8 de novembre de 1995) fou un futbolista ucraïnès de la dècada de 1950.
Fou internacional amb la selecció soviètica i la selecció ucraïnesa.
Pel que fa a clubs, defensà els colors de FC Txornomorets Odessa i FC Dinamo de Kíev.